# Listă de comune din județul Neamț
Această listă de comune din județul Neamț cuprinde toate cele 78 comune din județul Neamț în ordine alfabetică.

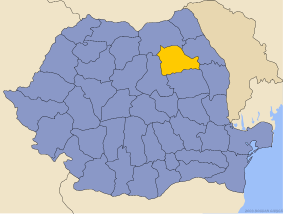
Judeţul Neamţ

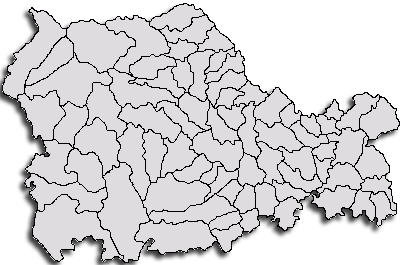
Harta judeţului cu împărţirea administrativ-teritorială pe comune

1. Agapia
2. Alexandru cel Bun
3. Bahna
4. Bălțătești
5. Bâra
6. Bârgăuani
7. Bicaz-Chei
8. Bicazu Ardelean
9. Bodești
10. Boghicea
11. Borca
12. Borlești
13. Botești
14. Bozieni
15. Brusturi
16. Cândești
17. Ceahlău
18. Cordun
19. Costișa
20. Crăcăoani
21. Dămuc
22. Dobreni
23. Dochia
24. Doljești
25. Dragomirești
26. Drăgănești
27. Dulcești
28. Dumbrava Roșie
29. Farcașa
30. Făurei
31. Gâdinți
32. Gârcina
33. Gherăești
34. Ghindăoani
35. Girov
36. Grințieș
37. Grumăzești
38. Hangu
39. Horia
40. Icușești
41. Ion Creangă
42. Mărgineni
43. Moldoveni
44. Negrești
45. Oniceni
46. Păstrăveni
47. Pâncești
48. Pângărați
49. Petricani
50. Piatra Șoimului
51. Pipirig
52. Podoleni
53. Poiana Teiului
54. Poienari
55. Răucești
56. Războieni
57. Rediu
58. Români
59. Ruginoasa
60. Sagna
61. Săbăoani
62. Săvinești
63. Secuieni
64. Stănița
65. Ștefan cel Mare
66. Tarcău
67. Tașca
68. Tazlău
69. Tămășeni
70. Timișești
71. Trifești
72. Tupilați
73. Țibucani
74. Urecheni
75. Valea Ursului
76. Văleni
77. Vânători-Neamț
78. Zănești